# Celosterna variegata
Celosterna variegata là một loài bọ cánh cứng trong họ Cerambycidae.